# Lersmalbi
Lersmalbi (Lasioglossum pauxillum) är en biart som först beskrevs av Schenck 1853.  Lersmalbi ingår i släktet smalbin och familjen vägbin. Inga underarter finns listade.

## Beskrivning
Lersmalbiet är ett slankt, svart bi, ibland med ett svagt grönaktigt skimmer. Clypeus (munskölden) har hos hanen en gul spets; han har även gula käkar och överläpp. Delar av antennernas undersida är brungul hos honorna (drottning och arbetare), klargul hos hanen. Vingbaserna är ljusgula hos båda könen. På tergit 2 och 3 har båda könen svaga, vita hårfläckar. Honorna har en sporre på bakskenbenen med ljusa lappar på längden. De är viktiga för identifikationen, men kan vara svåra att se. Arten är ett helt litet bi; kroppslängden för drottningen är omkring 6 mm, för hanen omkring 5 mm. Arbetarna (parningsoförmögna honor) är små, mindre än könsdjuren.
Arten har ett variabelt utseende, och kan förväxlas med flera andra arter. Honans "lappar" på bakskenbenet kan vara till hjälp för identifikationen. Antennernas gula undersida kan även den vara till viss hjälp, liksom hanens diminutiva storlek.

## Ekologi
Artens habitat utgörs av ängar och gräsmarker, gärna på kalkgrund, och av skogar. Arten är polylektisk, det vill säga att individer besöker många olika familjer av blommande växter, som korgblommiga växter, kinesträdsväxter, flockblommiga växter, korsblommiga växter, nejlikväxter, ärtväxter, solvändeväxter, näveväxter, johannesörtsväxter, kransblommiga växter, liljeväxter, linväxter, ranunkelväxter, resedaväxter, rosväxter och måreväxter. Honorna flyger från mitten av april till sent i september, hanarna från juli till oktober.

### Fortplantning
Arten är eusocial, den har flera kaster som drottningar, drönare (hanar) och arbetare (parningsodugliga honor). Ett bo kan innehålla upp till sex drottningar och 25 arbetare. Det underjordiska boet byggs på plan mark, som lerjord, obelagda vägar och stigar och andra biotoper med litet eller inget marktäcke, och kännetecknas av små torn runt ingången. De nya drottningarna övervintrar i boet och grundar nya samhällen på våren. Boet kan angripas av boparasiterna släntblodbi och rostblodbi vars honor lägger ägg i larvcellerna efter det att de förstört värdägget eller den nykläckta värdlarven. De resulterande larverna lever av den insamlade näringen.

## Utbredning
Lersmalbiet finns från södra England och Kanalöarna samt Iberiska halvön i väster över Central- och Östeuropa till Kaukasus, Turkiet och Centralasien i öster. Den har också påträffats i Nordafrika (Marocko till Tunisien.
Arten har bara påträffats en gång i Sverige (2005 i Skåne), och är betraktad som tillfälligt reproducerande av Artdatabanken, som har klassificerat den som ej tillämplig ("NA").
Arten saknas i Finland.